# IC Markets
IC Markets este o companie australiană bursieră de brokeraj. IC Markets se specializează pe contracte de diferență în piețele valutare, indici, mărfuri, valori mobiliare și bursiere din Asia, America Latină, Orientul Mijlociu, Australia și Europa. Compania are sediul central în Sydney, Australia.

## Istoric
Compania IC Markets a fost fondată în 2007 de Andrew Budzinski.
În 2009, IC Markets a fost licențiată de Australian Securities and Investments Commission sub numărul de licență 335692.
În 2015, IC Markets a anunțat că va acoperi soldul negativ în urma prăbușirii puternice a francului elvețian din 15 ianuarie 2015.
În 2017, IC Markets a introdus 4 criptomonede în gama sa de valute.
În octombrie 2018, compania a anunțat că a primit o licență în Cipru.
În decembrie 2019 Nick Tweedall a fost numit în calitate de director general.

## Operațiuni
IC Markets este reglementat de CySEC în UE, de Serviciul de control financiar din Seychelles și Comisia australiană pentru valori mobiliare și investiții din Australia.
IC Markets oferă MetaTrader 4 și 5, Ctrader și acceptă instrumente care funcționează pe internet, pe computer și pe dispozitive mobile.
IC Markets oferă CFD-uri pe Bitcoin, Bitcoin Cash, Ethereum, Dash, Litecoin, Ripple, EOS, Emercoin, Namecoin și PeerCoin.
Indicii bursieri acoperiți de IC Markets includ următoarele: S&P 500, indicele Dow Jones pentru acțiunile companiilor industriale, indicele FTSE și indicele australian S&P 200.
IC Markets oferă CFD-uri pentru următoarele mărfuri: metale prețioase, mărfuri agricole și resurse energetice, inclusiv țiței WTI, Brent și gaze naturale.